# Whitehouse (Ohio)
Whitehouse es una villa ubicada en el condado de Lucas en el estado estadounidense de Ohio. En el Censo de 2010 tenía una población de 4149 habitantes y una densidad poblacional de 373,24 personas por km².

## Geografía
Whitehouse se encuentra ubicada en las coordenadas 41°31′17″N 83°47′49″O / 41.52139, -83.79694. Según la Oficina del Censo de los Estados Unidos, Whitehouse tiene una superficie total de 11.12 km², de la cual 11.12 km² corresponden a tierra firme y (0%) 0 km² es agua.

## Demografía
Según el censo de 2010, había 4149 personas residiendo en Whitehouse. La densidad de población era de 373,24 hab./km². De los 4149 habitantes, Whitehouse estaba compuesto por el 96.41% blancos, el 0.94% eran afroamericanos, el 0.22% eran amerindios, el 0.6% eran asiáticos, el 0.02% eran isleños del Pacífico, el 0.58% eran de otras razas y el 1.23% pertenecían a dos o más razas. Del total de la población el 2.31% eran hispanos o latinos de cualquier raza.